# Danh sách quốc gia Đông Nam Á theo GDP danh nghĩa 2012
Danh sách các quốc gia Đông Nam Á theo GDP danh nghĩa 2009 là một bảng thống kê về GDP danh nghĩa 2009 của 11 quốc gia Đông Nam Á, bảng thống kê được trích từ công bố của Quỹ tiền tệ Quốc tế IMF 2012.
Trong danh sách, Indonesia là quốc gia dẫn đầu khu vực về GDP danh nghĩa, xếp cuối bảng là Đông Timor thấp hơn rất nhiều so với các quốc gia khác. Việt Nam xếp thứ 6 trong bảng, xếp sau Indonesia, Thái Lan, Malaysia, Singapore và Philippines.
| STT | Quốc gia    | Mã quốc gia ISO 3166 | Thuộc nhóm kinh tế       | GDP danh nghĩa (USD) |
| --- | ----------- | -------------------- | ------------------------ | -------------------- |
| 1   | Indonesia   | ID                   | Quốc gia Công nghiệp mới | 878,536,000,000      |
| 2   | Thái Lan    | TH                   | Quốc gia Công nghiệp mới | 365,966,000,000      |
| 3   | Malaysia    | MY                   | Quốc gia Công nghiệp mới | 303,726,000,000      |
| 4   | Singapore   | SG                   | Quốc gia Phát triển      | 276,520,000,000      |
| 5   | Philippines | PH                   | Quốc gia Công nghiệp mới | 250,182,000,000      |
| 6   | Việt Nam    | VN                   | Quốc gia đang phát triển | 155,565,000,000      |
| 7   | Myanmar     | MM                   | Quốc gia đang phát triển | 55,273,000,000       |
| 8   | Brunei      | BN                   | Quốc gia đang phát triển | 16,952,000,000       |
| 9   | Campuchia   | KH                   | Quốc gia đang phát triển | 14,118,000,000       |
| 10  | Lào         | LA                   | Quốc gia đang phát triển | 9,171,000,000        |
| 11  | Đông Timor  | ET                   | Quốc gia kém phát triển  | 6,300,000,000        |